# Place du Parlement (Bordeaux)
Pour les articles homonymes, voir Place du Parlement.
La place du Parlement est une place de Bordeaux. Elle est inscrite monument historique le 17 avril 1952.

## Situation et accès

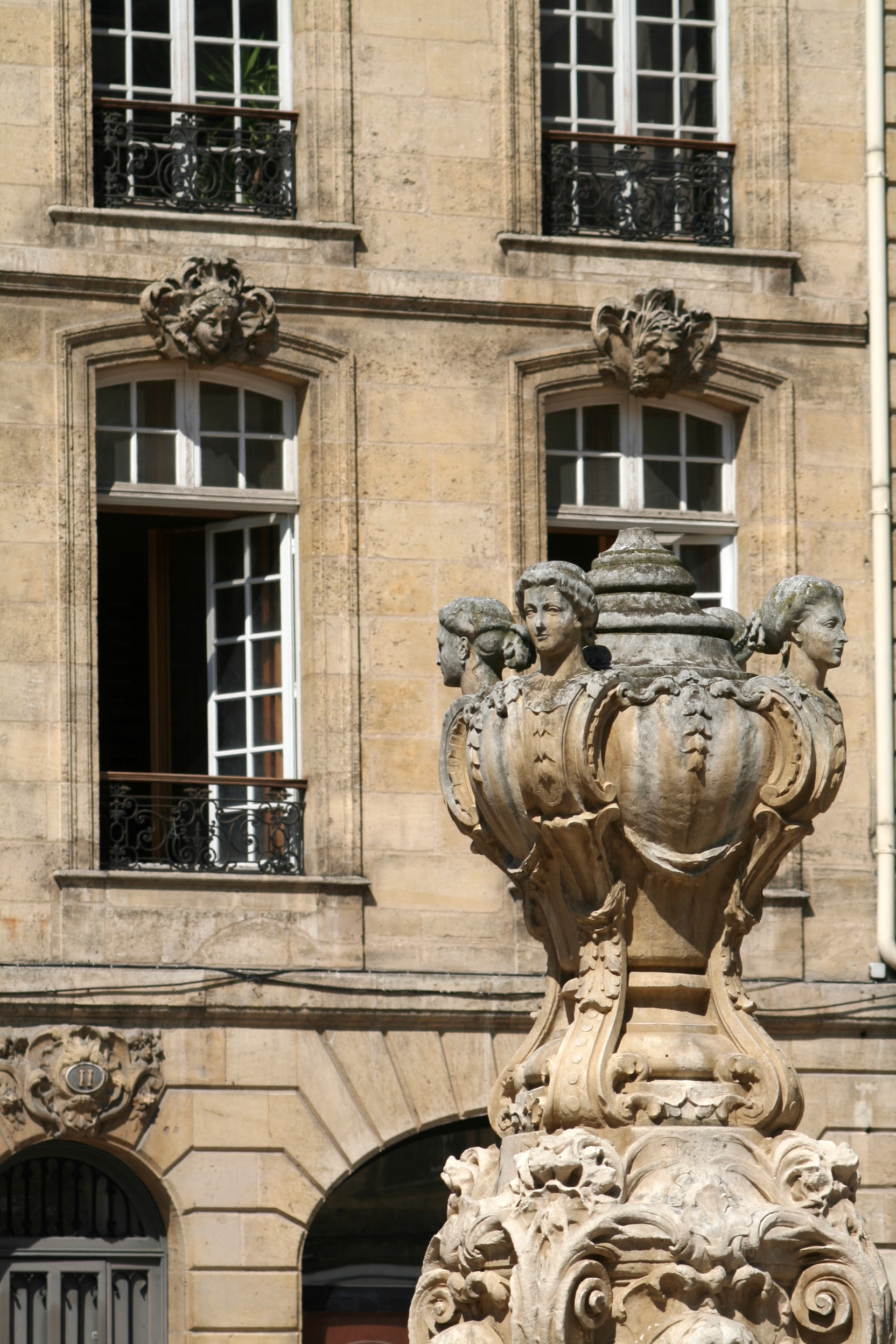
Vue sur la fontaine du Parlement.

Cette place à l'italienne est située dans le centre-ville de Bordeaux, quartier Saint Pierre, à proximité de la place de la Bourse.
Au Nord-Ouest : la rue des Lauriers ; d'Ouest en Est : la rue du parlement Saint-Catherine ; au Nord-Est (vers la Garonne) : la rue Fernand-Philippart, au Sud-Est : la rue du Pas-Saint-Georges.

## Origine du nom
Sa dénomination garde la mémoire du Parlement de Bordeaux institué en 1451 et supprimé en 1790.

## Historique
La place du Parlement a été créée en 1760 sous le nom de « place du Marché-Royal » puis elle a été rebaptisée « place de la Liberté » à la Révolution française avant de prend sa dénomination actuelle.
Le sol, refait en 1980, se compose de grandes dalles de calcaire doré.

## Bâtiments remarquables et lieux de mémoire
Les immeubles qui la bordent, datent de la première moitié du XVIIIe siècle. Les façades sont très richement décorées. Elles sont ordonnées en travées construites sur trois niveaux avec hiérarchie des baies, séparées horizontalement par un jeu de bandeaux ponctués de mascarons et d’agrafes. Elles sont surmontées de balustrades, de balcons en fer forgé.
La fontaine du Parlement date du Second Empire. Elle fut installée en 1865 et dessinée par l'architecte bordelais Louis-Michel Garros, à qui l'on doit également l'hôtel Exshaw, belle illustration du style néogothique anglais, sa plus belle réalisation. Son soubassement est composé de grosses dalles de pierre dorées.